# Георги Фотев (Свиленград)
 Тази статия е за свиленградския революционер на ВМОРО.  За други значения вижте Георги Фотев.  
Георги A. Фотев е български просветен деец и революционер от Вътрешната македоно-одринска революционна организация.

## Биография
Георги Фотев е роден на 25 януари 1862 година в Мустафа паша, тогава в Османската империя. Получава първоначално и прогимназиално образование в родния си град.Завършва педагогическото училище в Казанлък и последователно е учител в Харманли, Сливенград, Одрин и други места. В Свиленград е член на околийския комитет на ВМОРО, а в Одрин е член на Одринския окръжен комитет през 1899 година. Между 1895 и 1907 година е училищен инспектор в Одринския вилает. Фотев спомага за откриването на много български училища във вилаета. От 1907 или 1908 до 1911 година е директор на Сярското българско педагогическо училище. Пише на педагогическа тематика в екзархийския вестник в Цариград.
Умира на 29 март 1942 година.